# Diane Neal
Diane Neal (Alexandria, 17 november 1976) is een Amerikaanse film- en televisieactrice. Ze speelde onder meer Casey Novak in 112 afleveringen van Law & Order: Special Victims Unit. Daarin speelde ze twee jaar voor ze toetrad tot de cast ook al een eenmalig gastrolletje, als Amelia Chase in de aflevering Ridicule (seizoen drie).
Sinds 2005 is Neal getrouwd.

## Filmografie
- This Magic Moment (televisiefilm)
- Santorini Blue (2013)
- Mr. Jones (2013)
- Newlyweeds (2013)
- After (2011)
- Dirty Movie (2011)
- My Fake Fiance (2009, televisiefilm)
- Dracula III: Legacy (2005)
- Second Born (2003)
- Dracula II: Ascension (2003)
- Future Tense (2003, televisiefilm)
- Astérix & Obélix: Mission Cléopâtre (2002, stem Cleopatra in Engelse nasynchronisatie)

## Televisieseries
*Exclusief eenmalige gastrollen
- The Following - Lisa Campbell (2015, 4 afl.)
- NCIS: New Orleans - CGIS Agent Abigail Borin (2015, 3 afl.)
- Power - Cynthia Sheridan (2014, 4 afl.)
- NCIS - CGIS Agent Abigail Borin (2010-2014, 6 afl.)
- Suits - Allison Holt (2012-2013, 2 afl.)
- Law & Order: Special Victims Unit - Casey Novak (2001-2012, 112 afl.)